# Vechtenstein
Vechtenstein is een buitenplaats langs de rivier de Vecht in het Nederlandse dorp Maarssen.
Het hoofdgebouw lag in de 18e eeuw dicht op de rivier met het jaagpad (Zandweg) erlangs. Aan de voorzijde was aan beide zijvleugels van het hoofdgebouw een tuinkoepel aangebouwd.
In de 19e eeuw is Vechtenstein gesloopt. Johannes Frederik baron van Reede liet daarop een nieuwe buitenplaats verrijzen. Het huidige hoofdgebouw dateert uit 1936.
Een 18e-eeuws tuinhuis is nog aanwezig op de buitenplaats. Een parkontwerp van Jan David Zocher kwam rond 1828 tot stand. Het park kent vandaag de dag gedeeltelijk openbare toegang.

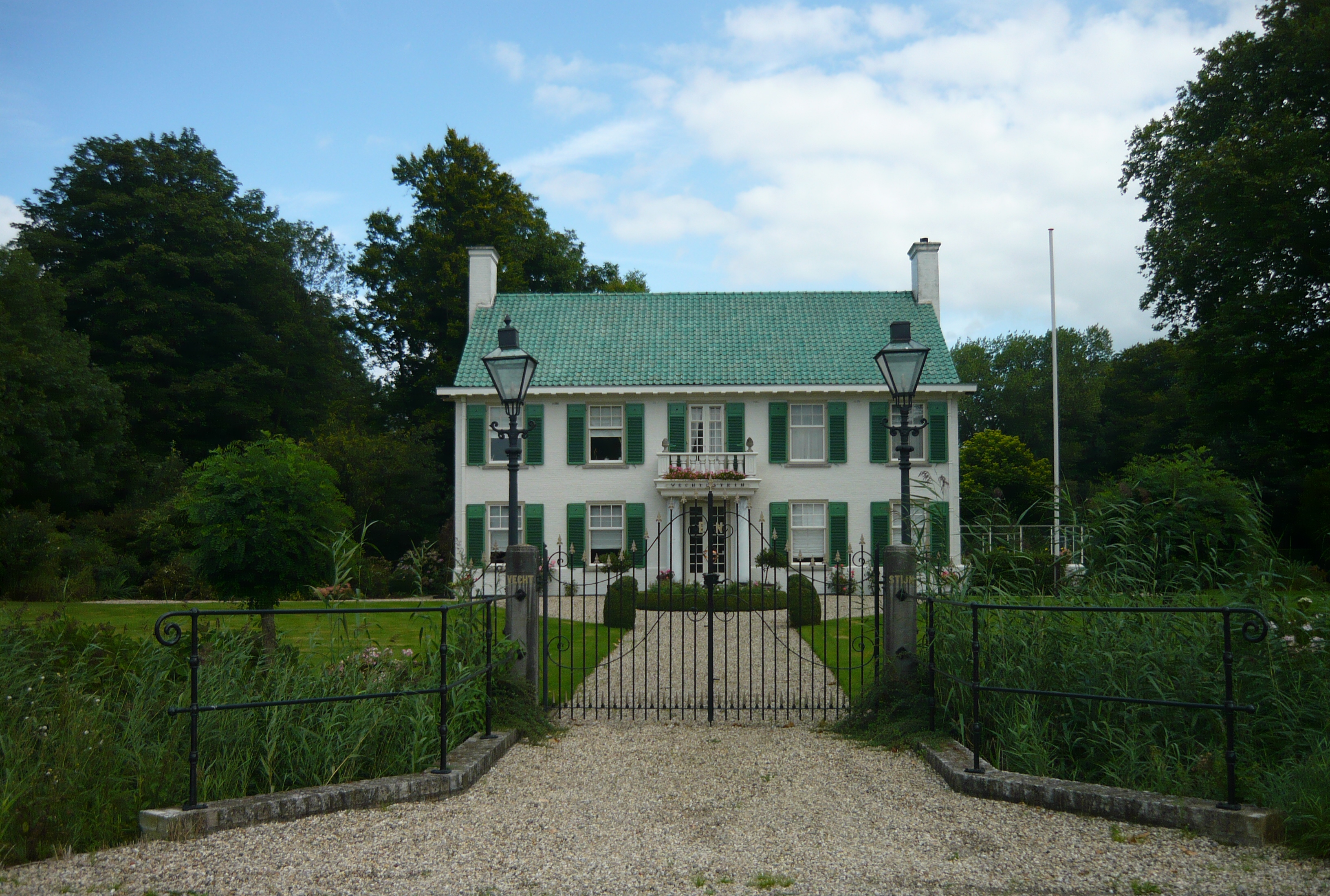
In 1936 gebouwde landhuis Vechtenstein